# Casillas de Coria
Casillas de Coria is een gemeente in de Spaanse provincie Cáceres in de regio Extremadura. Casillas de Coria heeft 400 inwoners (1 januari 2016).

## Geografie
Casillas de Coria heeft een oppervlakte van 62 km² en grenst aan de gemeenten Cachorrilla, Casas de Don Gómez, Coria, Pescueza en Portaje.

## Burgemeester
De burgemeester van Casillas de Coria is Mónica Martín Sánchez.

## Demografische ontwikkeling
Bron: INE, 1857-2011: volkstellingen